# Orlando La Chira Pasache
Orlando La Chira Pasache es un político peruano. Fue presidente del Gobierno Regional de Tumbes en el año 2014 completando el periodo del entonces presidente regional Gerardo Viñas Dioses quien fue suspendido por tener un mandato de detención en su contra.
Nació en Talara, Perú, el 25 de mayo de 1954. Cursó sus estudis primarios en su ciudad natal y los secundarios en la ciudad de Piura. No cursó estudios superiores.
Su primera participación política fue en las elecciones regionales del 2010 en las que fue elegido vicepresidente del Gobierno Regional de Tumbes por el movimiento "Luchemos por Tumbes" junto al presidente electo Gerardo Viñas Dioses.
El 31 de julio del 2014, el Jurado Nacional de Elecciones dejó sin efecto la credencial de Viñas como presidente regional por la existencia de un mandato de detención vigente en su contra dictada por el segundo juzgado de investigación preparatoria de Tumbes dentro de la investigación que se le siguió por los delitos de colusión agravada, omisión, rehusamiento y demora de actos funcionales. Su cargo fue asumido por La Chira Pasache en su condición de vicepresidente del gobierno regional.